# Europejski Urząd ds. Bezpieczeństwa Żywności
Europejski Urząd ds. Bezpieczeństwa Żywności, EFSA (European Food Safety Authority) – agencja Unii Europejskiej zajmująca się niezależnym doradztwem naukowym na temat istniejących i pojawiających się zagrożeń związanych z łańcuchem żywnościowym. Siedziba tej instytucji mieści się w Parmie. 

## Struktura
W skład zarządu wchodzi 15 niezależnych członków, których zadaniem jest ustalanie budżetu i rocznego planu prac. Dyrektor wykonawczy agencji odpowiada za kwestie operacyjne i pracownicze, a także opracowanie rocznego planu prac w porozumieniu z Komisją Europejską, Parlamentem Europejskim i państwami członkowskimi. 